# Hoacyn
Hoacyn, kośnik czubaty (Opisthocomus hoazin) – gatunek średniej wielkości tropikalnego ptaka, zamieszkującego bagna w dorzeczu Amazonki i Orinoko w Ameryce Południowej. Hoacyn jest jedynym żyjącym przedstawicielem rodziny hoacynów (Opisthocomidae) oraz rzędu hoacynów (Opisthocomiformes) z podgromady ptaków nowoczesnych Neornithes.

## Taksonomia
Po raz pierwszy zgodnie z zasadami nazewnictwa binominalnego gatunek opisał w 1776 roku Philipp Ludwig Statius Müller. Przydzielił mu nazwę Phasianus Hoazin, obecnie akceptowana przez Międzynarodowy Komitet Ornitologiczny nazwa to Opisthocomus hoazin. Müller jako miejsce typowe wskazał Amerykę; później uściślono, że chodzi o okolice Kajenny (Gujana Francuska).
Międzynarodowy Komitet Ornitologiczny umieszcza hoacyna w osobnym rzędzie Opisthocomiformes i rodzinie hoacynów (Opisthocomidae); autorzy The Howard and Moore Complete Checklist of the Birds of the World również stosują tę klasyfikację, podobnie jak i autorzy Handbook of the Birds of the World.
Na skutek dużej odmienności hoacynów od innych ptaków ich miejsce w systematyce jest trudne do jednoznacznego sklasyfikowania – rodzina Opisthocomidae bywała umieszczana w rzędzie kukułkowych (Cuculiformes) lub grzebiących (Galliformes). Od kukułkowych hoacyn różni się tym, że posiada 3 palce skierowane w przód i 1 skierowany w tył, podczas gdy u kukułkowych występuje zygodaktylia. Z przeprowadzonej w oparciu o dane molekularne analizy filogenetycznej opublikowanej przez Jarvisa i współpracowników (2014) wynika, że najbliższymi żyjącymi krewnymi hoacyna są żurawiowe (Gruiformes) i siewkowe (Charadriiformes); natomiast z analizy przeprowadzonej przez Pruma i współpracowników (2015) wynika, że hoacyn jest taksonem siostrzanym do kladu Telluraves obejmującego szponiaste, sowy, czepigi, kurole, trogony, dzioborożcowe, kraskowe, dzięciołowe, kariamy, sokołowe, papugowe i wróblowe. Według analizy Kuhla i współpracowników (2020) najbliższymi żyjącymi krewnymi hoacyna są lelkowe, tłuszczakowe, nocolotowe, paszczakowe, sownikowe i krótkonogie.
Nie odkryto szczątków kopalnych hoacyna, a jedynie szczątki przedstawicieli kilku kopalnych gatunków należących do tej samej rodziny: mioceńskiego Hoazinoides magdalenae (w Kolumbii), oligoceńskiego lub mioceńskiego Hoazinavis lacustris (w Brazylii), mioceńskiego Namibiavis senutae (w Namibii i być może w Kenii) oraz eoceńskiego Protoazin parisiensis (we Francji).

## Morfologia i anatomia
Długość ciała wynosi 58,5–70 cm, masa ciała 700–900 g. Czubek na głowie mierzy od 4 do 8 cm, rozpoczyna się na czole. Pozostałe wymiary, podane w milimetrach, przedstawia tabela:
|          | Długość skrzydła | Dł. skoku | Dł. dzioba od nasady |
| -------- | ---------------- | --------- | -------------------- |
| ♂ (n=10) | 306–355          | 270–314   | 31–35                |
| ♀ (n=10) | 310–328          | 277–322   | 30–36                |

W upierzeniu nie występuje dymorfizm płciowy. Hoacyn to duży ptak o zwalistej sylwetce, stosunkowo krótkich, szerokich, zaokrąglonych skrzydłach oraz prostokątnym ogonie i długiej szyi. Głowa skąpo opierzona, widoczny luźny czub. Dużą część boków głowy zajmuje naga, niebieska skóra, okalająca oko. Dziób krótki, gruby, bocznie spłaszczony. W upierzeniu hoacyna dominuje barwa brązowa, płowa i czarna. Wierzch ciała głównie czarny i ciemnobrązowy, pokryty płowymi pasami oraz, w przypadku pokryw skrzydłowych, płowymi końcówkami. Lotki I rzędu soczyście kasztanowe. Gardło i pierś płowe, brzuch i okolice kloaki kasztanowe. Tęczówka czerwona, dziób szary z niemal czarną górną krawędzią, skoki niebieskawoszare.

### Anatomia
Hoacyn posiada szereg unikatowych cech morfologicznych i anatomicznych. Pazur na skrzydle młodych ptaków (wraz z wiekiem pazury zanikają), słabo rozwinięty grzebień mostka oraz wątły lot są prymitywnymi cechami i były rozpatrywane jako prymitywne cechy łączące ptaki nowoczesne z kopalnymi, jak Archaeopteryx. Pochwa rogowa (ramfoteka) jest rozdwojona, do tego posiada ząbkowanie podobne do blanek. Podczas gdy zewnętrzna część utrzymuje papkę wewnątrz jamy ustnej, wewnętrzna może oddziaływać (autor nie sprecyzował, jak) na pożywienie. Ptak posiada silny język. W części podniebienia i języka znajduje się tkanka łączna z komórkami wypełnionymi tłuszczem, co usprawnia ruch pokarmu w dziobie ptaka.

## Zasięg występowania
Hoacyn występuje na wschód od Andów: od Kolumbii, Wenezueli i Gujany z Gujaną Francuską na południe po Ekwador, Peru, północną i centralną Brazylię i Boliwię. BirdLife International szacuje ten obszar na 8,62 mln km².

## Biologia
Hoacyn zamieszkuje zarośnięte brzegi rzek, obrzeża jezior oraz bagien. Spotykany jest do około 600 m n.p.m. Pożywienie stanowią liście, owoce i kwiaty; ptaki obserwowane w latach 80. XX w. w wenezuelskiej części llanos spędziły 78,3% czasu obserwacji na jedzeniu młodych liści lub ich pąków, 6,1% – kwiatów, a 7,2% – owoców. Żerują przeważnie o zmierzchu i świcie. Hoacyn posiada wyjątkowy w świecie ptaków układ trawienny – pokarm roślinny jest rozkładany w wolu dzięki fermentacji bakteryjnej, podobnie jak u przeżuwaczy. Oprócz sposobu trawienia hoacyna wyróżnia także fakt, że liście stanowią większość pożywienia. Wśród ptaków rzadko się to zdarza, ponieważ liście są pożywieniem ubogim w składniki odżywcze, trudnym do przetrawienia, dużym w stosunku do ptaka, a niekiedy zawierają substancje mogące zniechęcić zwierzę do zjedzenia; zjadanie liści spotykane jest także powszechnie u blaszkodziobych, takahe, niektórych grzebiących i kakapo. Hoacyn zjada liście ponad 45 gatunków roślin, np. Zanthoxylum culantrillo i Acacia articulata.

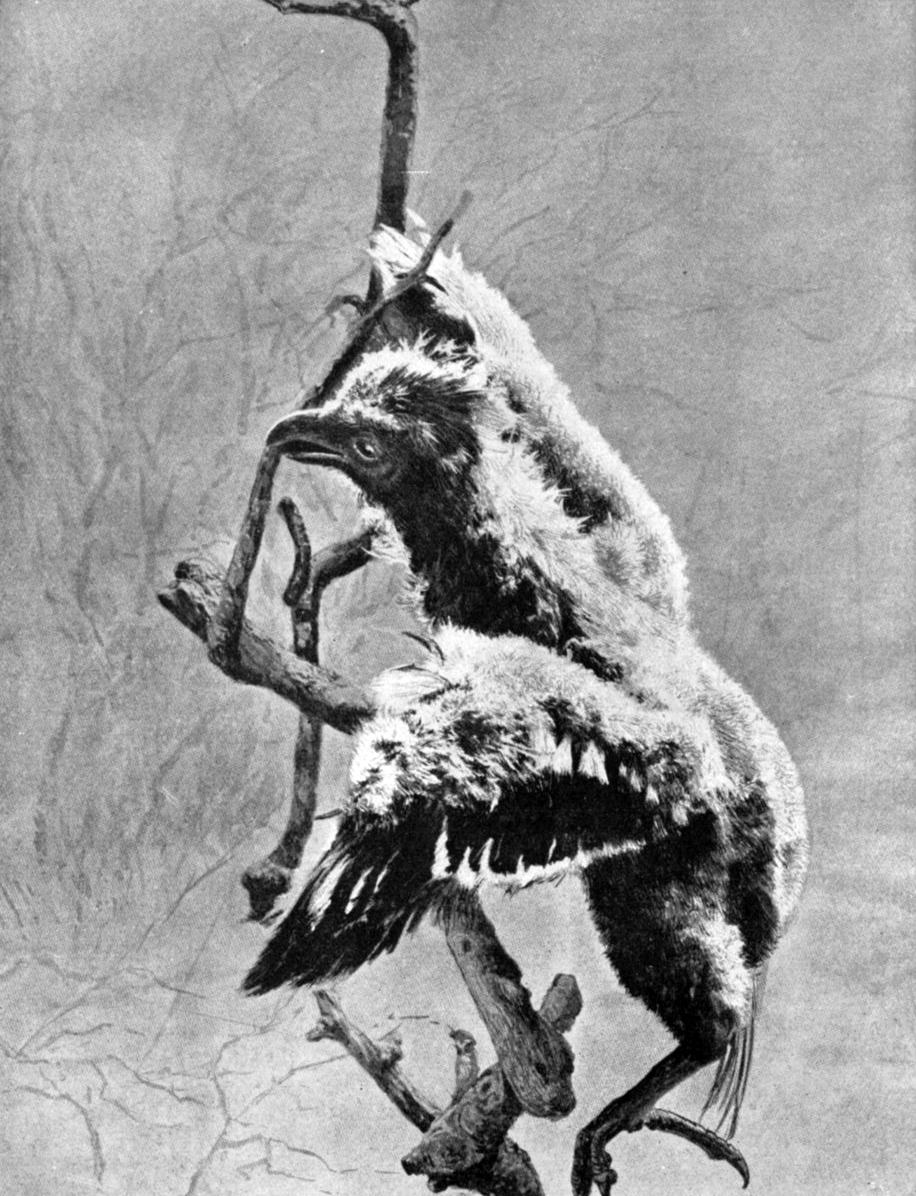
Wspinające się pisklę. Ilustracja z 1922

Hoacyny słabo latają, przeważnie z drzewa na drzewo, ale potrafią pokonać do 350 m. Jeśli nie żerują, odpoczywają trawiąc; przybierają wtedy charakterystyczną pozycję, w której ich mostek oparty jest na gałęzi. Nie zaobserwowano wzajemnej pielęgnacji piór u hoacynów. Zażywają one kąpieli słonecznych, podczas których zwracają się grzbietem ku słońcu i rozkładają skrzydła; gdy kąpią się w deszczu, rozkładają skrzydła i stroszą pióra na grzbiecie. W swoich społecznościach (poza sezonem lęgowym hoacyny zbierają się w grupach do 100 osobników) przedstawiciele O. hoazin zachowują się głośno. Odzywają się niskimi chrząknięciami w seriach 3–10 dźwięków opisanych jako ohh lub oww. Podczas obrony gniazda lub młodych wydają z siebie głośne, zgrzytliwe, nosowe syczenie. Hoacyn utrzymuje temperaturę ciała na poziomie 38,5 °C, podczas gdy temperatura otoczenia waha się między 12 a 36 °C.

### Lęgi
Gniazduje w porze deszczowej; występuje gniazdowanie kooperatywne. W Wenezueli okres lęgowy trwa od maja do października, w północno-wschodnim Ekwadorze od grudnia do czerwca. Gniazdo na zwisających nad wodą gałęziach drzew. Towarzyski, gniazduje w niewielkich koloniach do 28 ptaków jak i w grupach rodzinnych. W budowie gniazda może współpracować 2–6 dorosłych osobników. Składa do 3 jaj; kiedy w gnieździe znajduje się ich więcej (4 do 7), pochodzą od kilku samic. Inkubacja trwa ok. 28–32 dni, wysiadują oba ptaki z pary. Pisklęta wykluwają się nagie, lecz ich puch rośnie szybko. Otrzymują od rodziców zwrócone liście. W razie zagrożenia młode zeskakują z drzewa do wody i pływają, także pod wodą (dorosłe tego nie potrafią). Pazury pomagają im w powrocie do gniazda. Przy dogodnych warunkach młode opuszczają gniazdo po 2–3 tygodniach, jednakże są karmione przez rodziców, póki nie ukończą 2 miesięcy. Umiejętność lotu na krótki dystans hoacyny zyskują do 80 dni od wyklucia. W wielu przypadkach samce cechują się większą uwagą przy opiece nad młodymi niż samice. W ciągu sezonu ptak wyprowadza jeden lęg, lecz jeżeli zostanie on splądrowany lub jeśli nie zakończy się sukcesem rozrodczym, para wyprowadzi nowy. Długość życia wynosi 8 lat, jednak możliwe, że hoacyny mogą żyć dłużej.

## Status zagrożenia

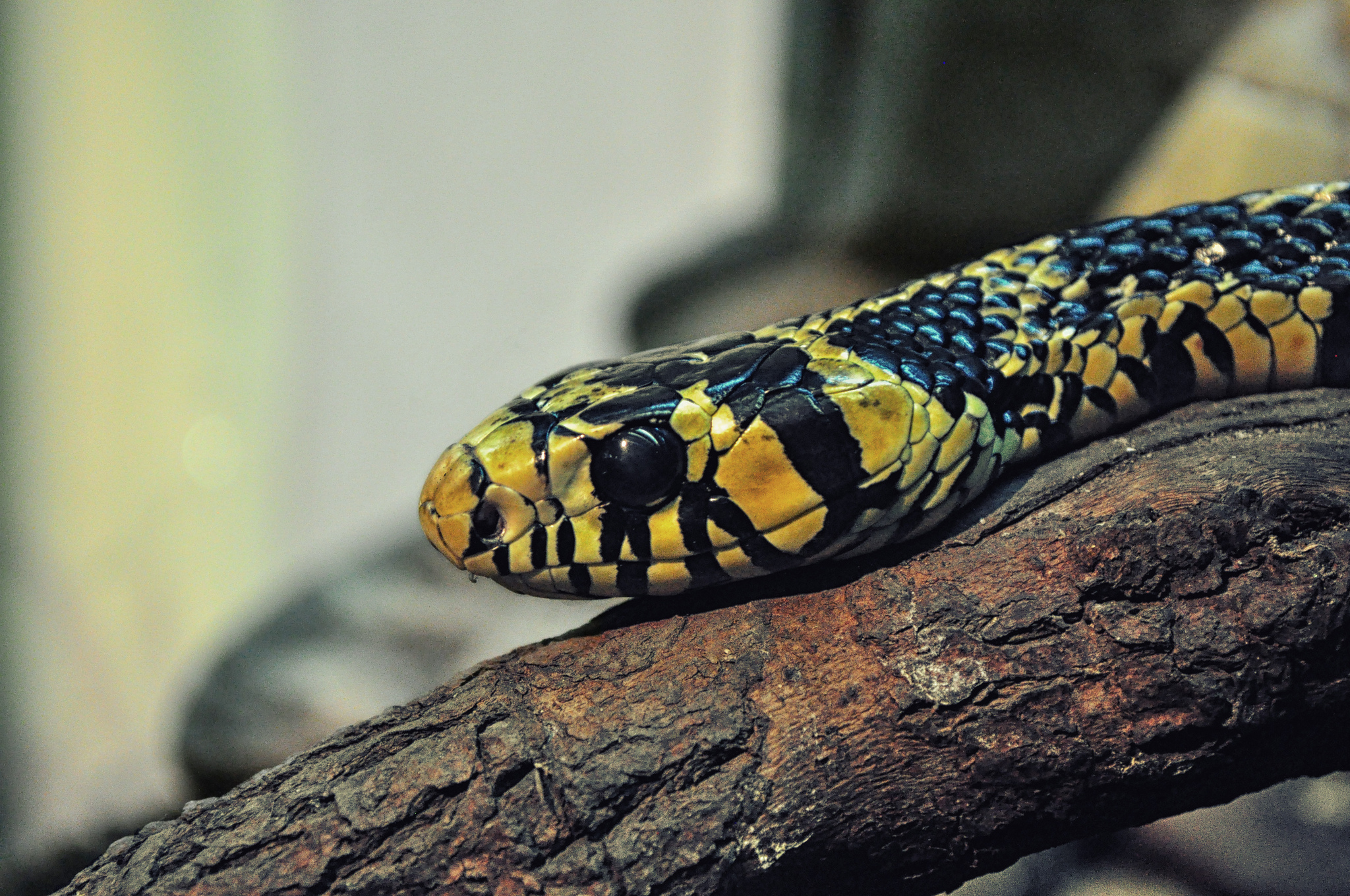
Spilotes pullatus (połozowate) to przykład drapieżnika żywiącego się pisklętami hoacyna

Przez IUCN hoacyn jest klasyfikowany jako gatunek najmniejszej troski nieprzerwanie od 1988 (stan w 2024). BirdLife International nie wymienia żadnych ostoi ptaków IBA, w których występowałby ten gatunek; określa liczebność populacji jako nieznaną, a trend jako spadkowy.
W Brazylii, Surinamie i Gujanie liczebność hoacynów spadła ze względu na niszczące zmiany w środowisku, które zamieszkują. W Brazylii ptaki te nie występują już w okolicach dużych miast. Odnotowano drapieżnictwo na dorosłych hoacynach ze strony wojowników ozdobnych (Spizaetus ornatus) i urubitingi czarnej (Buteogallus urubitinga). Drapieżnictwo to główna przyczyna niepowodzeń w lęgach i śmierci młodych. Ze względu na ulokowanie gniazda nad wodą pisklęta nie są narażone na ataki naziemnych drapieżników, za to zagrażają im tukany (Ramphastos i Pteroglossus), szponiaste (Spizaetus i Buteogallus), sokoły (Micrastur) oraz karakary czarne (Daptrius ater). Z węży na młode polują na przykład boa leśny (Corallus hortulanus), a także Spilotes pullatus. W wenezuelskim llanos na młode polują kapucynki oliwkowe (Cebus olivaceus). W obszarach będących miejscem turystycznym (ekoturystyka) pisklęta są narażone na stres, mają mniejszą masę ciała i tym samym większą podatność na drapieżnictwo.

## Hoacyn w kulturze
Podróżnik Arkady Fiedler w eseju Dziwadła: dzisiejsze pterodaktyle zawartym w zbiorze Spotkałem szczęśliwych Indian z 1968 roku opisał swą wyprawę z 1963 roku nad rzekę Mahaicony w Gujanie w poszukiwaniu hoacynów.